# Лопатодзьоб білоголовий
Лопатодзьоб білоголовий (Platyrinchus platyrhynchos) — вид горобцеподібних птахів родини тиранових (Tyrannidae). Мешкає в Амазонії та на Гвіанському нагір'ї.

## Підвиди
Виділяють чотири підвиди:
- P. p. platyrhynchos (Gmelin, JF, 1788) — від крайнього сходу Колумбії до південної Венесуели, Гвіани і північної Бразилії;
- P. p. senex Sclater, PL & Salvin, 1880 — схід Еквадору і Перу, північна Болівія і західна Бразилія;
- P. p. nattereri Hartert, E & Hellmayr, 1902 — західна Бразилія (від річки Пурус до річок Мадейра і Жипарана);
- P. p. amazonicus Berlepsch, 1912 — схід Бразильської Амазонії (від річки Тапажос до Пари).

## Поширення і екологія
Білоголові лопатодзьоби мешкають в Колумбії, Еквадорі, Перу, Болівії, Бразилії, Венесуелі, Гаяні, Французькій Гвіані і Суринамі. Вони живуть в підліску вологих і сухих рівнинних тропічних лісів. Зустрічаються на висоті до 500 м над рівнем моря, місцями на висоті до 900 м над рівнем моря. Живляться комахами та іншими дрібними безхребетними, яких шукають серед рослинності.